# Emil Heuer

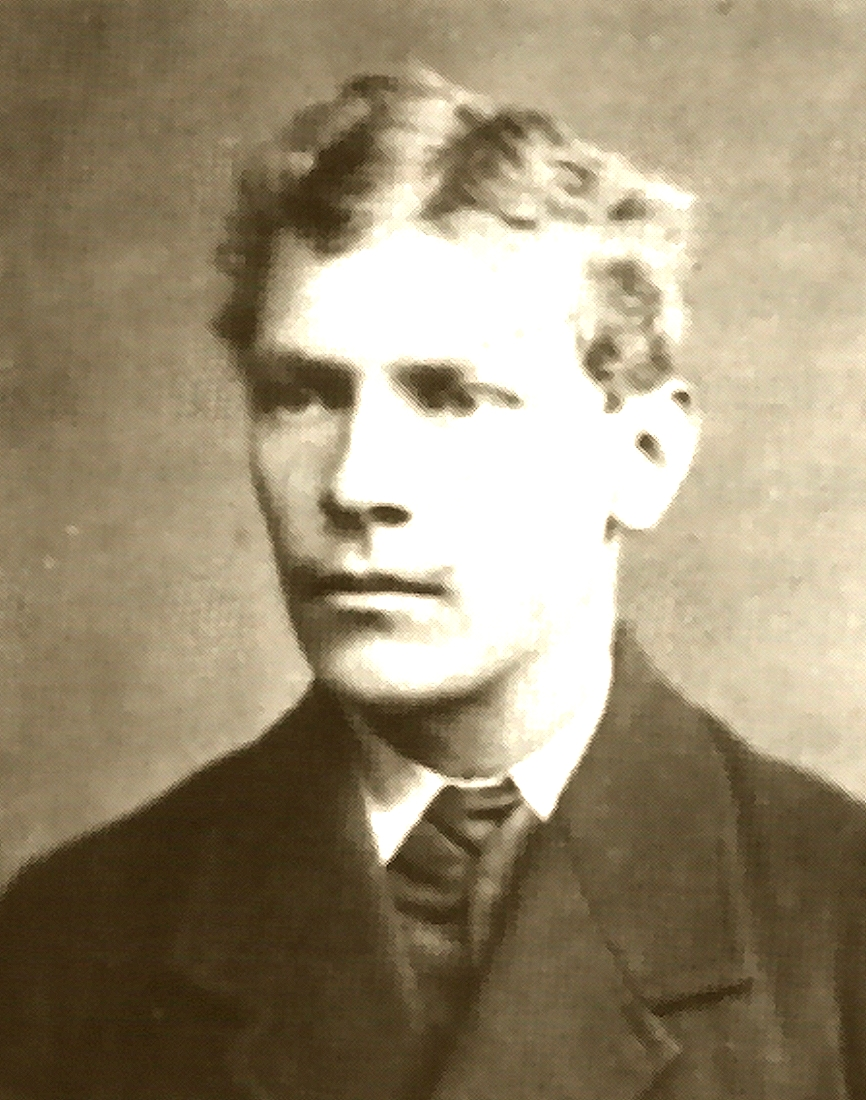
Friedrich August Emil Heuer, um 1885

Friedrich August Emil Heuer (* 27. Dezember 1857 in Rammenau; † 29. März 1934 in Dresden) war ein deutscher Hufschmied, Wagenfabrikant, Königlich-Sächsischer Hofwagenbauer, Pionier des Automobil-Karosseriebaues und Inhaber der Firmen Wagenfabrik Emil Heuer Radeberg und Heinrich Gläser Dresden.

## Leben

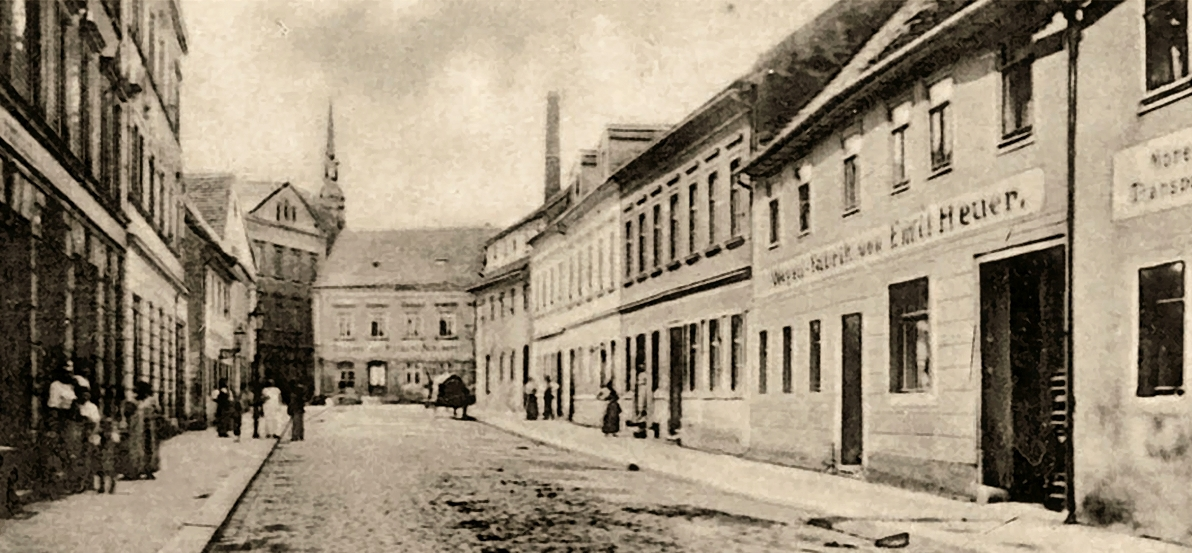
Heuers erste Wagenbau-Werkstatt in Radeberg, um 1900

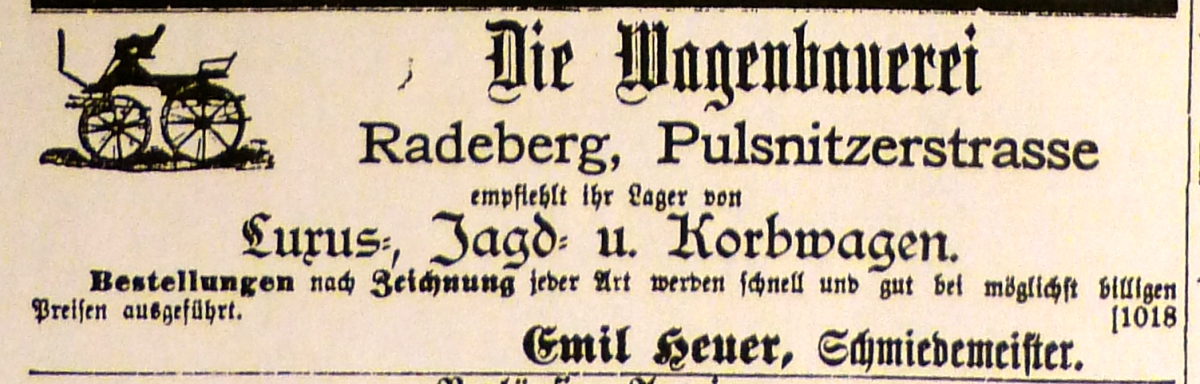
Firmenanzeige in Radeberger Zeitung vom 19. September 1885

Heuer wurde als ältester Sohn des Huf- und Waffenschmiedes Karl August Heuer (1834―1908)  und dessen Ehefrau Karoline Wilhelmine geb. Fichte (1839―1915) geboren. Aus der Ehe gingen fünf Söhne und sechs Töchter hervor. Emil Heuer erlernte, ebenfalls wie seine vier nachgeborenen Brüder, das Schmiedehandwerk. 1884 kam er als Schmiedemeister nach Radeberg und pachtete ab 1. April auf der Pulsnitzer Straße 4 eine freigewordene Schmiedewerkstatt. Er begann seine Tätigkeit als Schmied mit zusätzlichem Hufbeschlag mit einem Gesellen und seinem jüngeren Bruder Robert als Lehrling. Bereits ab 1885 firmierte er als  Die Wagenbauerei und trat als Konstrukteur von Pferdekutschen und Chaisen in Erscheinung, auch mit Besonderheiten von Bierkutschwagen mit Petroleumheizung. Als Hersteller und Lieferant von Rohkarossen für Pferdekutschen kam er mit dem Dresdener Kutschwagenbauer Carl Heinrich Gläser in Kontakt.
Die Wagen-Werkstatt von Emil Heuer lieferte die in Radeberg gefertigten Rohbauten für Kutschen an Gläser nach Dresden, der diese dann mit Sattler-, Lackierer- und Posamentiererarbeiten bis zum Endprodukt weiterbearbeitete. Heuer erweiterte in Radeberg seine Schmiedewerkstatt in Richtung dieser Geschäftsidee Gläsers mit einer Klempnerei, Sattlerei, Stellmacherei und Lackiererei und vergrößerte sein Unternehmen. In Dresden eröffnete er 1898 als Wagenfabrikant aus Radeberg ein Geschäftslokal mit Reparaturwerkstatt auf dem Freiberger Platz 17. 1899 wurde bereits seine Wohnadresse auf der Rampischen Straße 7 verzeichnet, Fabrik 6, ohne Eintrag im Handelsregister.

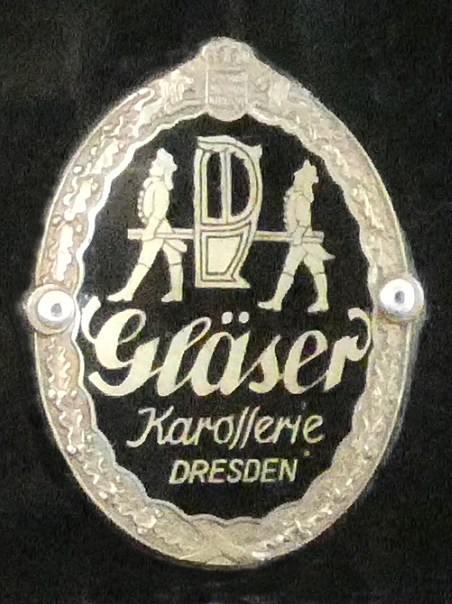
Das Logo der Wort-Bild-Marke Gläser Karosserie Dresden

Das Geschäftsverhältnis mit Heinrich Gläser wurde zwischenzeitlich so eng, dass Heuer ab 1900 zum Mitinhaber der Firma Heinrich Gläser Sattlerei und Wagenbauanstalt wurde.
Seine Radeberger Wagenfabrik ließ er unter neuem Namen am 15. Juli 1900 als Wagenfabrik Emil Heuer neu in das Handelsregister des Amtsgerichts Radeberg eintragen. Als Geschäftsführer setzte er seinen Bruder Robert Heuer ein.
Nach dem Tod Gläsers 1903 wurde Emil Heuer alleiniger Geschäftsführer und Inhaber der Firma Heinrich Gläser Dresden und stand damit gleichzeitig zwei Firmen vor. Der Firmenname Gläser wurde durch ihn als bereits bekannte Marke beibehalten.
Die Firma Heinrich Gläser belieferte unter anderem den Sächsischen Hof mit hochwertigen Pferde-Kutschwagen und Sänften und kennzeichnete seine Exponate immer mit der Plakette einer Wort-Bild-Marke Gläser Karosserie Dresden. Am 20. Juli 1903 wurde Friedrich August Emil Heuer das Prädikat „Königlicher Hofwagenbauer“ verliehen und seine Firma in die Liste sächsischer Hoflieferanten eingetragen.

## Familie
Heuer war verheiratet mit Bertha Ottilie Hedwig geb. Bergmann (1864–1947), der Tochter des Mühlenbesitzers Johann Carl Aigist Bergmann aus Prietitz bei Kamenz, mit der er am 6. April 1885 die Ehe eingegangen war. In Radeberg wurden ihre vier Kinder geboren, drei Söhne und eine Tochter: 1. Emil Georg (* 21. Februar 1886; † 1932 Dresden), 2. Georg Edmund (* 7. März 1888; † 25. November 1967 Weiden / Oberpfalz), 3. Bertha Johanna, verh. Bochmann (* 30. Oktober 1894; † 1995 Dresden), 4. Theodor Erich (* 3. August 1896; † 24. Dezember 1982 Weiden).

## Wirken
Heuer führte für seine zwei Firmen, die jeweils ihre juristische und wirtschaftliche Selbständigkeit behielten, ab 1903 eine Arbeitsteilung und Spezialisierung ein. Der Stammbetrieb Wagenfabrik Emil Heuer in Radeberg wurde zum Hersteller der Rohbauten, Verdecke, Kutschkästen, Achsen und Räder, seine Dresdner Firma Heinrich Gläser war zuständig für die Ausstattungsarbeiten bis zur Fertigmontage mit der Wort-Bild-Marke Gläser.
Heuer hatte sich bereits zu Beginn des 20. Jahrhunderts mit der Innovation der Automobilentwicklung beschäftigt, um neben dem Bau von Pferdekutschen auch Automobilkarosserien zu entwickeln. Er konnte diese Vorstellungen allerdings erst nach dem Tod von Carl Heinrich Gläser 1903 in die Tat umsetzen, der dieser Entwicklung ablehnend gegenüberstand und nie eine Autokarosserie gebaut hatte.
Ab 1903 begann Heuer als Karosseur in seinen zwei Firmen den Bau von Autokarosserien unter der Marke Gläser Karosserie Dresden zu forcieren und gehörte bald zu den Pionieren des Automobilbaues. Bereits im Jahr 1904 baute Heuer für Kommerzienrat Halbach seine erste Limousine, 1905 wurde der erste Wagen an den Sächsischen Hof geliefert, der dieser neuen Technik zu dieser Zeit noch skeptisch gegenüberstand. Diese Gläser-Karosserie baute er auf ein geliefertes Chassis mit 45 PS-Motor von der Daimler-Motoren-Gesellschaft (DMG). In der Folgezeit entwickelte er Karosserie-Aufbauten für 43 weltweit bekannte Automobilhersteller in ganz Europa und den USA. Unter seiner Leitung, später in enger Zusammenarbeit mit seinen Söhnen, entstanden Karosserieaufbauten für Luxusautomobile, Repräsentationswagen, Einzelanfertigungen, Entwicklungen von Prototypen für Sondermodelle und ausgefallene Cabriolets der Sonderklasse. Sie wurden mit einer Plakette mit der Wort-Bild-Marke „Gläser Karosserie Dresden“ versehen. Besonders luxuriöse Einzelstücke erhielten die zusätzliche Bezeichnung „Modellkarosserie“, stets angebracht an der linken Seite der Motorhaube. Auf nationalen und internationalen Ausstellungen und Messen wurden diese Automobil-Karosserien weltweit bekannt und erregten als Gläser-Karosserie Dresden Aufsehen. Alle seine Exponate entstanden ab 1903 in seinen zwei Firmen Radeberger Wagenfabrik Emil Heuer und Firma Heinrich Gläser, Sattlerei und Wagenbauanstalt, Dresden. Heuer schuf für die exklusivsten Automobilwerke die Karosserien und Innenausstattungen, die ihre Chassis (Fahrgestelle) und Motoren nach Radeberg lieferten, wo sie ausgefallene Sonderanfertigungen erhielten. Als Automobilformen wurden, neben Tourenwagen und Phaeton, ab den 1920er Jahren zunehmend formschöne geschlossene Karosserien für Limousinen und Coupes entwickelt, aber auch das Landaulet, zwei- und viersitzige Cabriolets und Pullman-Cabriolets, die diesen Trend ergänzten.
Mit Beginn des Ersten Weltkrieges wurden alle privaten durch militärische Aufträge abgelöst. Nach Kriegsende 1918 firmierte Heuer seine Dresdner Firma Heinrich Gläser als Luxuskarosserie, Wagenbauanstalt und Sattlerei.
Nach der Hyperinflation traten ab 1924 Veränderungen in der Firmenleitung des Unternehmens ein. Der älteste Sohn Emil Georg Heuer wurde Mitinhaber der Firma Heinrich Gläser, Sohn Georg Edmund Heuer Prokurist, 1930 ebenso der jüngste Sohn Theodor Erich Heuer.

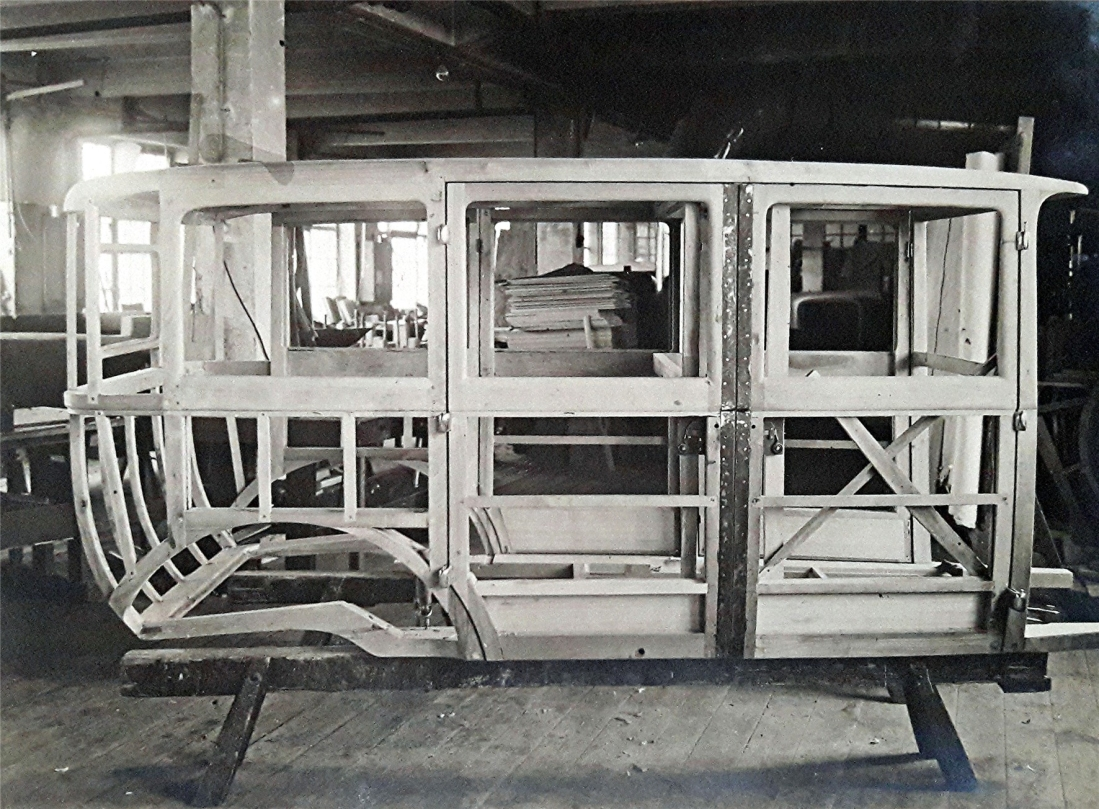
In Radeberg hergestelltes Holz-Slelett einer Gläser-Karosserie, vermutlich für Horch 8-303 Pullman-Limousine.

1927 firmierte Emil Heuer sein Radeberger Unternehmen als Emil Heuer Karosseriefabrik und dokumentierte damit seinen Status als Industriebetrieb und markenunabhängige Karosseriefabrik.
Gemeinsam mit seinen Söhnen erfolgten ab Mitte der 1920er Jahre die technische Weiterentwicklungen und Fertigung von Prototypen. Heuer alias Gläser Karosserie Dresden gehörte zu den vier bekannten Karosseriewerkstätten Deutschlands, die alleinige Entwickler von Prototypen für Sondermodelle waren und diese in Berlin ausstellten. Erfolgreich gestaltete sich der Start für die Produktion von Cabriolet-Karosserien im sogenannten „amerikanischen Stil“.
Die gut gehende Geschäftslage des Unternehmens wurde durch die Weltwirtschaftskrise unterbrochen. Beide Betriebe, Heuer in Radeberg und Gläser in Dresden, wurden insolvent. Das Ende des Unternehmens vor Augen, schied Georg Heuer 1932 durch Freitod aus dem Leben.

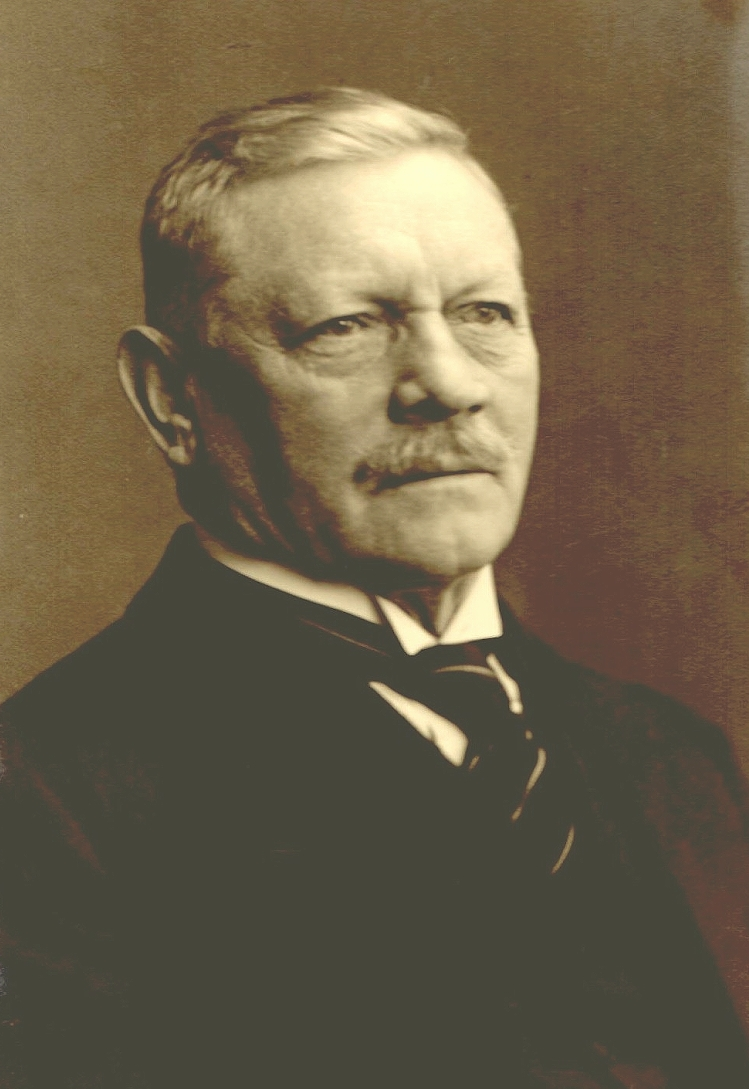
Emil Heuer um 1925

Der 74-jährige Emil Heuer übernahm erneut die Hauptlast der Geschäftsführung für beide Betriebe. Zwischenzeitlich firmierte er auch unter Emil Heuer, Wagenfabrik Dresden.
Das Konkursverfahren wurde am 6. Juli 1933 angemeldet, dessen Ende er nicht mehr erlebte. Er verstarb am 29. März 1934 im Alter von 76 Jahren nach längerer Krankheit in Dresden auf der Striesener Straße 6. Die Beisetzung erfolgte am 14. April 1934 im Neuen Park Dresden (Urnenhain Tolkewitz). Am 4. April 1934 veröffentlichte die Radeberger Zeitung einen Nachruf.
An den beiden Unternehmen Heuers bestand jedoch weiteres Interesse. Bereits am 12. Juni 1933 kam es zu einer Auffanggesellschaft unter dem Namen Gläserkarosserie GmbH. Als Geschäftsführer wurden Dipl. Ing. Dr. Otto Götz, Prokurist Erich Heuer und Ernst Rode eingesetzt. Der Schwiegersohn von Emil Heuer, Fabrikbesitzer Karl Willy Bochmann (Metall- und Spielwarenfabrik Carl Bochmann Dresden), trat erst 1938 in der Firmenleitung offiziell in Erscheinung. Ab 1943 wurde auch der Ingenieur Edmund Heuer Prokurist. Die GmbH bestand bis 1945.